# Svenska cupen i fotboll 2002
Svenska cupen i fotboll 2002 var 47:e upplagan av den Svenska cupen i fotboll. Tävlingen startade den 1 april 2002 och avslutades den 9 november 2002 med finalen, som hölls på Råsunda. Vinnare blev Djurgårdens IF som vann finalen med 1–0 mot AIK. Djurgården tog därmed den inhemska dubbeln eftersom de även vann Fotbollsallsvenskan samma år. 

## Första omgången
34 matcher spelades mellan 1 april och 16 april 2002. Det var 68 lag i den första omgången främst från Division 1, Division 2 och Division 3, men även några lag från Division 4 och Division 5.
| Lag 1               | Totalt                | Lag 2                       |
| ------------------- | --------------------- | --------------------------- |
| Friska Viljor FC    | 4–0                   | Robertsfors IK              |
| Bollstanäs SK       | 1–2                   | Syrianska FC                |
| IK Fyris            | 0–2                   | Essinge IK International FC |
| Gamla Upsala SK     | 2–1                   | Vallentuna BK               |
| Kvarnsvedens IK     | 0–2                   | Skiljebo SK                 |
| Bunkeflo IF         | 1–0                   | Högaborgs BK                |
| Habo IF             | 1–3                   | Lundens AIS                 |
| Holmalunds IF       | 0–1                   | IK Oddevold                 |
| VoIF Diana          | 0–8                   | BK Forward                  |
| IF Lödde            | 0–2                   | IFK Hässleholm              |
| AIK Atlas           | 0–3                   | Myresjö IF                  |
| Stavstens IF FK     | 5–2                   | Kulladals FF                |
| Snöstorp Nyhem FF   | 2–1                   | Höllvikens GIF              |
| Frinnaryds IF       | 2–5                   | IFK Motala                  |
| Oskarström IS       | 5–0                   | Brämhults IK                |
| Gunnilse IS         | 2–0                   | IK Tord                     |
| Gerdskens BK        | 1–0                   | Askims IK                   |
| Mariestads BK       | 1–2                   | Husqvarna FF                |
| Melleruds IF        | 1–0                   | Vara SK                     |
| Ulvåkers IF         | 2–3                   | Degerfors IF                |
| KF Velebit          | 0–2                   | Tidaholms GoIF              |
| Viksjöfors IF       | 0–5                   | Sandvikens IF               |
| Lucksta IF          | 1–1 (e.f.) (4–2 str.) | Östersunds FK               |
| Morön BK            | 0–2                   | Bodens BK                   |
| Krylbo IF           | 2–1                   | Tillberga IK                |
| Värtans IK          | 1–3                   | Eskilstuna City FK          |
| BK Zeros            | 1–1 (e.f.) (5–3 str.) | IFK Ölme                    |
| Bankeryds SK        | 0–2                   | Ytterby IS                  |
| IFK Tumba FK        | 1–2                   | Spårvägens FF               |
| IF Vindhemspojkarna | 2–3                   | Väsby IK                    |
| Östra Ryds IF       | 1–2                   | Målilla GoIF                |
| Vivalla-Lundby IF   | 0–4                   | Carlstad United BK          |
| Visby IF Gute FK    | 0–4                   | IF Brommapojkarna           |
| Svedala IF          | 3–4                   | Ängelholms FF               |

## Andra omgången
Här möttes de 34 vinnande lagen från första omgången samt 30 lag från Allsvenskan och Superettan. De 32 matcherna spelades mellan 23 april och 4 maj 2002.
| Lag 1                       | Totalt                | Lag 2                |
| --------------------------- | --------------------- | -------------------- |
| Sandvikens IF               | 2–1                   | Trelleborgs FF       |
| IFK Motala                  | 0–7                   | Djurgårdens IF       |
| IFK Hässleholm              | 0–0 (e.f.) (3–4 str.) | GIF Sundsvall        |
| Gunnilse IS                 | 0–1                   | IFK Norrköping       |
| Bunkeflo IF                 | 3–0                   | Umeå FC              |
| Krylbo IF                   | 1–5                   | IFK Malmö FK         |
| Snöstorp Nyhem FF           | 1–4                   | Hammarby IF          |
| Husqvarna FF                | 2–5                   | IK Brage             |
| Melleruds IF                | 2–3 (e.f.)            | Assyriska FF         |
| BK Forward                  | 1–3                   | FC Café Opera United |
| Oskarström IS               | 0–6                   | Örgryte IS           |
| IF Brommapojkarna           | 0–1                   | Helsingborgs IF      |
| Eskilstuna City FK          | 4–5                   | Västerås SK FK       |
| Ängelholms FF               | 2–0                   | Gefle IF             |
| Myresjö IF                  | 2–1                   | Västra Frölunda IF   |
| Skiljebo SK                 | 2–1                   | BK Häcken            |
| Ytterby IS                  | 1–4                   | Östers IF            |
| Stavstens IF FK             | 1–3                   | Motala AIF FK        |
| Friska Viljor FC            | 2–2 (e.f.) (3–4 str.) | Malmö FF             |
| Degerfors IF                | 3–1                   | IF Sylvia            |
| Målilla GoIF                | 1–6                   | Gerdskens BK         |
| Syrianska FC                | 4–1                   | Enköpings SK FK      |
| Gamla Upsala SK             | 0–2                   | Mjällby AIF          |
| BK Zeros                    | 0–2                   | Kalmar FF            |
| Lucksta IF                  | 0–4                   | IF Elfsborg          |
| Väsby IK                    | 2–1 (e.f.)            | GAIS                 |
| Tidaholms GoIF              | 4–2                   | Landskrona BoIS      |
| Bodens BK                   | 2–3                   | AIK                  |
| Spårvägens FF               | 1–4                   | Halmstads BK         |
| IK Oddevold                 | 0–4                   | Örebro SK            |
| Essinge IK International FC | 2–0                   | Lundens AIS          |
| Carlstad United BK          | 0–1                   | IFK Göteborg         |

## Tredje omgången
De 16 matcherna i denna omgång spelades mellan 7 maj och 17 maj 2002.
| Lag 1           | Totalt     | Lag 2                |
| --------------- | ---------- | -------------------- |
| Djurgårdens IF  | 1–0        | Sandvikens IF        |
| Östers IF       | 1–3        | Degerfors IF         |
| GIF Sundsvall   | 3–2        | Tidaholms GoIF       |
| Väsby IK        | 3–1        | Skiljebo SK          |
| Assyriska FF    | 1–3        | IFK Malmö FK         |
| Gerdskens BK    | 1–5        | Örebro SK            |
| Hammarby IF     | 3–1        | Halmstads BK         |
| IK Brage        | 1–2        | Myresjö IF           |
| Mjällby AIF     | 0–2        | Ängelholms FF        |
| Bunkeflo IF     | 3–2 (e.f.) | Essinge IK Intern FC |
| Kalmar FF       | 1–2        | IF Elfsborg          |
| AIK             | 4–0        | Motala AIF FK        |
| Helsingborgs IF | 0–3        | Malmö FF             |
| IFK Norrköping  | 0–5        | Västerås SK FK       |
| Örgryte IS      | 4–0        | FC Café Opera United |
| IFK Göteborg    | 4–1        | Syrianska FC         |

## Fjärde omgången
De åtta matcherna i denna omgång spelades den 26 juni och 27 juni 2002.
| Lag 1         | Totalt                | Lag 2          |
| ------------- | --------------------- | -------------- |
| Degerfors IF  | 1–2                   | AIK            |
| Myresjö IF    | 3–4 (e.f.)            | Malmö FF       |
| Ängelholms FF | 0–0 (e.f.) (1–3 str.) | Väsby IK       |
| Örebro SK     | 5–2                   | GIF Sundsvall  |
| IFK Göteborg  | 5–0                   | Bunkeflo IF    |
| IF Elfsborg   | 3–1                   | Västerås SK FK |
| IFK Malmö FK  | 1–5                   | Djurgårdens IF |
| Örgryte IS    | 2–3 (e.f.)            | Hammarby IF    |

## Kvartsfinaler
De fyra matcherna i denna omgång spelades mellan 18 juli och 26 juli 2002.

## Semifinaler
Semifinalerna spelades den 26 september 2002.
| Lag 1          | Totalt | Lag 2    |
| -------------- | ------ | -------- |
| IF Elfsborg    | 0–1    | AIK      |
| Djurgårdens IF | 4–0    | Malmö FF |

## Finalen
Finalen spelades den 9 november 2002 på Råsunda.
| Lag 1 | Totalt     | Lag 2          |
| ----- | ---------- | -------------- |
| AIK   | 0–1 (e.f.) | Djurgårdens IF |